# Jonathan Davies (athlétisme)
Pour les articles homonymes, voir Jonathan Davies et Davies.
Jonathan Stuart Davies (né le 28 octobre 1994 à Reading) est un athlète britannique, spécialiste du demi-fond.
Il remporte la médaille de bronze sur 5 000 m lors des Championnats d'Europe juniors d'athlétisme 2013.
En 2015, il devient le premier Britannique à remporter les championnats d'Europe de cross-country, dans la catégorie des moins de 23 ans, à Hyères. Il remporte deux médailles, sur 1 500 m et sur 5 000 m, lors de l'Universiade 2017 à Taipei.

## Palmarès
| Date | Compétition                            | Lieu   | Résultat | Épreuve | Temps         |
| ---- | -------------------------------------- | ------ | -------- | ------- | ------------- |
| 2015 | Championnats d'Europe de cross-country | Hyères | 1re      | espoirs | 23 min 32 s   |
| 2017 | Universiade                            | Taipei | 2e       | 5000 m  | 14 min 2 s 46 |
| 2017 | Universiade                            | Taipei | 3e       | 1500 m  | 3 min 43 s 99 |